# Franziska Lechner
Pour les articles homonymes, voir Lechner.
La vénérable Franziska Lechner, née le 1er janvier 1833 à Edling (royaume de Bavière) et morte le 14 avril 1894 à Breitenfurt, est une religieuse catholique fondatrice de la congrégation des filles de la Charité divine. Elle a été déclarée vénérable en 2005.

## Biographie
Franziska Lechner est la cinquième d'une famille chrétienne de dix enfants. Elle sent la vocation religieuse dans sa prime jeunesse.
Elle entre à seize ans, contre la volonté de ses parents, chez les Pauvres Sœurs enseignantes de Munich, où elle fait sa profession religieuse en 1854 et devient institutrice au Taubstimmen-Institut de Munich. Elle tombe malade en octobre 1868, alors qu'elle est à Vienne, et frôle la mort. Elle décide ensuite de se consacrer de manière plus entière à Dieu.
Elle réunit avec l'aide de prêtres de Vienne des jeunes femmes en 1868, afin de venir au secours des jeunes filles pauvres, en pleine époque de révolution industrielle. C'est le début de la congrégation des filles de la Charité divine (Filiae Divinae Caritatis). Elle parvient à acheter une première maison en 1871 à la Fasangasse, puis à faire construire un nouveau couvent une dizaine année plus tard à la Jacquingasse avec son église conventuelle, la Muttergotteskirche, dédiée à la Mater Ter Admirabilis.
La congrégation achète en 1884 un ancien moulin à Breitenfurt qui devient la maison Saint-Joseph, pour les sans abris. La congrégation est officiellement reconnue par Rome, la même année. Mère Lechner meurt dix ans plus tard à Breitenfurt. La congrégation compte alors six cents sœurs et trente communautés, dans toute l'Autriche-Hongrie.

## Postérité
Le cardinal Schönborn a officiellement ouvert le procès en béatification de Mère Lechner, le 24 novembre 2005, à Vienne.
Les religieuses s'engagent dans la fondation de jardins d'enfants et d'écoles primaires pour fillettes. En 2011, elles sont près de 1 200 dans toute l'Europe centrale, ainsi qu'aux États-Unis, en Bolivie et au Brésil. Elles continuent leur engagement auprès de la jeunesse, ainsi qu'auprès de la jeunesse en difficulté, mais se dévouent également au soin des malades et handicapés, à l'assistance aux personnes âgées et à toute collaboration paroissiale.

## Sources

### Sources bibliographiques
- M. Ludowika Binder, Ernst Seydl, (de) Mutter Franziska Lechner: ihr Leben und Wirken, Ges. der Töchter der göttlichen Liebe, 1928, 341 pages.
- Mary Leonore Mohl, (en) Mother M. Franziska Lechner, 1833-1894, foundress of the Congregation of the Daughters of Divine Charity, The Congregation, 1993, 68 pages.
- Mary Leonore Mohl, (en) The spirituality of our foundress, Mother Franziska Lechner, The Congregation.

### Autres sources
- (de) Cet article est partiellement ou en totalité issu de l’article de Wikipédia en allemand intitulé « Franziska Lechner » (voir la liste des auteurs).